# Ladies' Code
Ladies' Code (en hangul, 레이디스 코드) fue un grupo femenino surcoreano formado por Polaris Entertainment en 2013. En un principio, el grupo estaba compuesto por Rise, Ashley, EunB, Sojung y Zuny. Hicieron su debut con el miniálbum  Code#01 y la canción principal «Bad Girl», que fueron lanzados en conjunto el 7 de marzo de 2013. El 3 de septiembre de 2014, el grupo estuvo involucrado en un accidente automovilístico que resultó en las muertes de EunB y Rise. Ladies' Code regresó con las tres integrantes restantes en febrero de 2016, con el álbum Myst3ry.
El 17 de febrero de 2020, las integrantes anunciaron a través de sus redes sociales que el contrato con su agencia había finalizado, por lo que decidieron que era momento de disolver el grupo. Ashley comentó que a partir de ahora continuarían con nuevos proyectos de manera individual y le pidió a sus fanes que apoyen a cada una de las miembros en esta nueva etapa de su carrera.

## Historia

### Predebut
Antes de la creación del grupo, la mayoría de las chicas tenían algo de experiencia en la industria del entretenimiento.
Rise participó en Miss Corea 2009 como representante de Japón (su hermana Kwon Rie participó en Miss Corea 2007) y ganó el Korean Abroad Award. Ella ganó popularidad al protagonizar el programa de talentos llamado Star Audition: The Great Birth, y terminó en el Top 12. Luego apareció con su compañero de Star Audition, David Oh, como pareja en el programa de telerrealidad We Got Married en 2011, más tarde ese año firmó con la empresa KeyEast Entertainment.
Sojung fue finalista y terminó en el Top 8 en el primera temporada de The Voice of Korea. EunB antes de ser una estrella, estaba asociada con un trabajador de SBS, Kim Sung-joon. Polaris Entertainment confirmó que EunB y Sung-joon eran parientes, además de eso, EunB era aprendiz de FNC Entertainment y era parte de la alineación final de AOA, pero esta lo rechazó y se cambió de agencia.Ashley, antes de su debut, fue conocida por la posibilidad de subir covers de baile de canciones de K-Pop en YouTube bajo el nombre de canal «ashleych0i».
Zuny era trainee de Big Hit Entertainment.

### 2013:Bad GirlyPretty Pretty

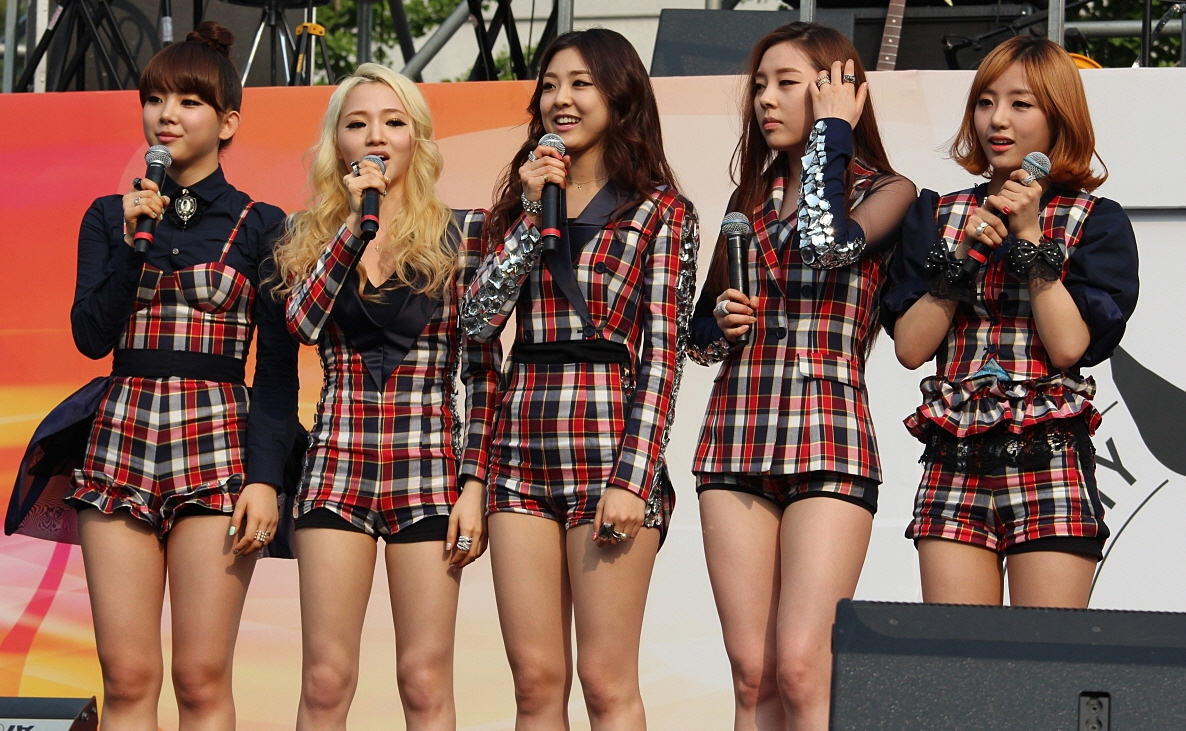
Ladies' Code en el festival de la Universidad de Ipselenti de Corea el 24 de mayo de 2013.

En 2012, Ladies' Code, comenzó a grabar su álbum debut. El 20 de febrero de 2013, Sojung confirmó que se uniría a un nuevo grupo de chicas formado por Polaris Entertainment, y que se estrenaría en el mes siguiente. Las promociones comenzaron el 25 de febrero de 2013, con el lanzamiento del vídeo teaser de RiSe, seguido por Sojung de los días 26, de EunB el día 27, para Zuny del día 28, y el 1 de marzo por la líder Ashley respectivamente. El 4 de marzo de 2013, lanzaron un teaser para su vídeo musical.
El grupo debutó con el miniálbum Code #1, junto con la canción «Bad Girl» y acompañado de un vídeo musical, lanzados el 7 de marzo de 2013. El día después de su debut, su canción alcanzó las posiciones altas en los gráficos de música en tiempo real incluyendo Daum, Mnet, Soribada y Bugs y finalmente alcanzó el número 34 en el Gaon Digital Chart. Tuvieron su primera actuación en vivo en M! Countdown el mismo día del lanzamiento del álbum con el grupo concluyendo sus promociones en Inkigayo el 21 de abril de 2013. Su primera sencillo «Hate You» fue lanzado el 6 de agosto de 2013, que sirve como un previo al lanzamiento de su próximo segundo miniálbum. El regreso del grupo fue programado originalmente para el 25 de julio de 2013 sin embargo la miembro Zuny tuvo una lesión en la pierna, por lo que tuvieron que atrasar su reaparición hasta agosto. La canción debutó en lo alto de las listas en tiempo real, logrando su primer sencillo número uno en Bugs Music y dentro de los diez primeros en otros gráficos. El 21 de agosto de 2013, Ladies' Code anunció su regreso para su segundo miniálbum, Code#02 Pretty Pretty, que fue lanzado el 5 de septiembre de 2013.

### 2014: «So Wonderful» y «Kiss Kiss»

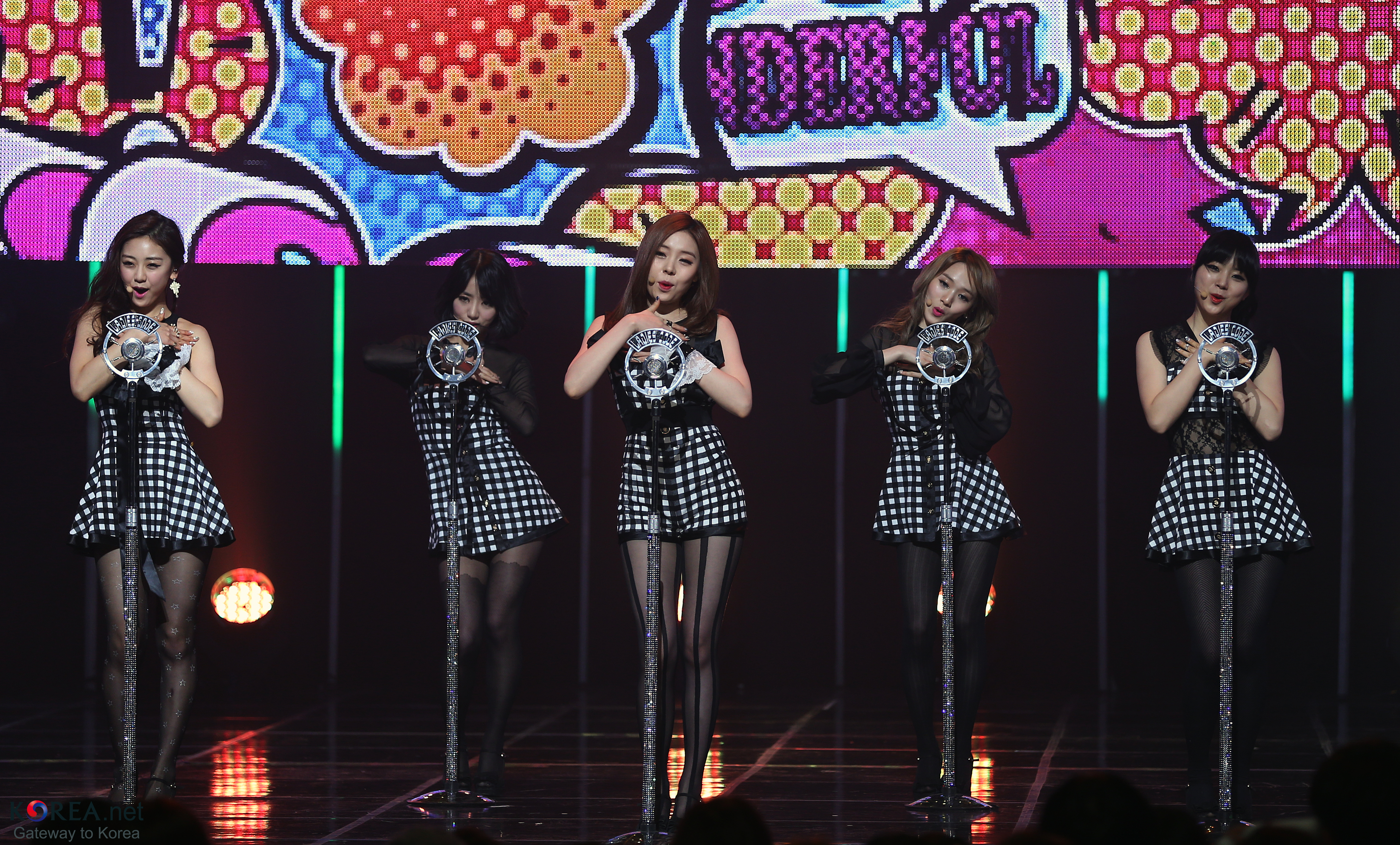
Ladies' Code actuando su canción «So Wonderful» en M! Countdown en marzo de 2014.

Polaris Entertainment anunció el 4 de febrero de 2014 que el grupo haría una reaparición con su sencillo digital «So Wonderful.» Un teaser del vídeo musical fue lanzado el 6 de febrero de 2014, en el teaser se ve a Kwon Rise en una envoltura de plástico transparente. El teaser posteriormente fue lanzado en línea al día siguiente con el segundo teaser el 10 de febrero. La canción fue producida por Super Changddai que trabajó con el grupo desde su debut. El sencillo junto con su videoclip que lo acompaña fue lanzado el 13 de febrero de 2014, con el grupo interpretando la canción por primera vez en M! Countdown el mismo día. El 31 de julio de 2014, Ladies' Code reveló una imagen teaser de su nuevo sencillo «Kiss Kiss» y se lanzó un teaser del vídeo al día siguiente. Un segundo vídeo teaser con todas las integrantes recreando escenas de beso como The Frog Prince fue lanzado el 5 de agosto de 2014. El 6 de agosto de 2014, el vídeo musical de «Kiss Kiss» fue publicado en línea y el sencillo fue lanzado el 7 de agosto. El grupo comenzó las promociones de la canción en Music Bank de KBS al día siguiente.
El 1 de septiembre de 2014, Ashley reveló que el grupo estaba trabajando en un nuevo álbum, pero nunca se supo si fue un mini o un álbum completo.

### Accidente automovilístico
El 3 de septiembre de 2014, alrededor de la 01:20 (KST), el grupo se encontraba viajando junto a su mánager y a un estilista cuando la van donde se trasladaban se estrelló contra un muro de contención en los alrededores del sector de Singal-dong, en la autopista de Yeongdong en dirección a Incheon. Como resultado de la colisión, EunB falleció en el acto mientras que los otros seis pasajeros resultaron heridos y fueron trasladados a un hospital cercano. Dos de las integrantes de la agrupación, Sojung y Rise, fueron movilizadas al Hospital de St. Vicent's de la Universidad Católica de Corea en Suwon, bajo condición crítica. El estado de Sojung fue reportado como estable, mientras que por otro lado Rise falleció cuando se encontraba internada en el Hospital de la Universidad de Ajou después de cuatro días ocurrido el incidente, específicamente el 7 de septiembre, luego de haber estado en coma desde el accidente y de varias cirugías a las que fue sometida. Las otras dos integrantes y los demás pasajeros del vehículo solamente tuvieron heridas y lesiones leves.
La causa del accidente es desconocida, reportes aseguraron que el vehículo habría perdido una rueda trasera o que habría sobrepasado el límite de velocidad. La compañía discográfica del grupo, Polaris Entertainment, expresó en un comunicado oficial que la agrupación se encontraba de regreso a Seúl luego de un programa en Daegu y, cerca de Suwon, las precipitaciones que afectaban en ese momento a la ciudad provocaron que la van resbalara y terminara colisionando con el muro de contención. Tras la muerte de EunB, la canción «I'm Fine Thank You» de su segundo EP Pretty Pretty, llegó a los primeros puestos de diversas listas de éxitos, tales como Melon, Bugs, Genie, Monkey3, y Olleh, luego de que varios seguidores del grupo publicaran mensajes en comunidades y redes sociales, animando a las personas a escuchar la canción en forma de tributo y de cumplir el sueño de la fallecida cantante de llegar a los primeros lugares en las listas.

### 2016-2017: Regreso como un trío, “Myst3ry, “Strang3r” y debut en solitario de Sojung.

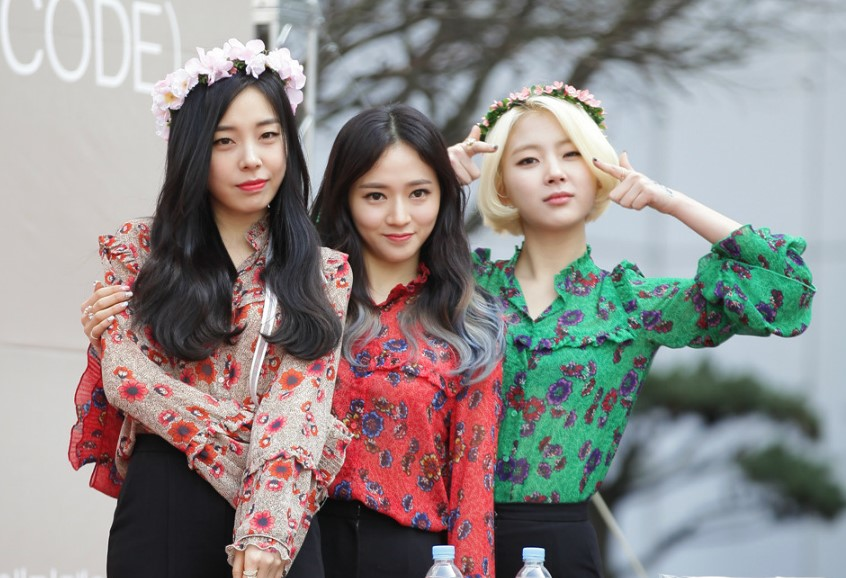
Ladies' Code en un evento de firmas en Shinsegae en marzo de 2016.

A principios de 2016, la discográfica Polaris Entertainment reveló que el grupo estaba produciendo un nuevo álbum y que estaban preparando el retorno como un trío (Sojung, Ashley y Zuny) a finales de febrero, la primera desde el accidente. La compañía también indicó que no había planes para contratar a nuevos miembros al grupo.
El 15 de febrero de 2016, Ladies' Code empezó a difundir teasers del primer sencillo del disco titulado, Myst3ry. La pista del título es «Galaxy» y , junto con el álbum, fue lanzado oficialmente el 24 de febrero de 2016 y fueron producidas por el director Jaden Jeong. Pronto se anunció que MYST3RY es la primera parte de un proyecto con 3 partes. El 30 de marzo fueron liberados tres remixes de las canciones de su álbum, «My Flower» (Blossom Mix), «Galaxy» (The 3dge Mix) y «Chaconne» (Arieta Mix).
El 29 de septiembre, la agencia Polaris Entertainment anunció que Ladies’ Code regresaba con su tercer miniálbum titulado “Strang3r” y que se lanzaría oficialmente el día 13 de octubre. La canción y el álbum fueron lanzados ese día 13 de octubre del 2016 y la canción se titula “The Rain” y fue producida por MonoTree's Hwang Hyeon & GDLO, La tercera parte del proyecto nunca llegó debido a que la tercera parte Jaden ocupó el tema que sería de Ladies’ Code para el debut de Hyunjin de Loona.
El 4 de mayo del 2017, Sojung debutó como solista con el sencillo titulado “Better than Me”.

### 2018: Quinto aniversario y “The Last Holiday”.
En el quinto aniversario del grupo, la agencia Polaris Entertainment preparó una transimision en vivo para que aficionados pudieran comunicarse con las miembros de Ladies’ Code. CODE#REBORN se pudo observar desde la aplicación V Live el 7 de marzo del 2018 y también un fanmeeting en un futuro y transmisiones de radio donde estarán las miembros. 
Polaris Entertainment comenzó a debutar a Sojung en distintos shows de variedades y varias colaboraciones, tiempo después Ashley también debutó como solista el 17 de julio con el tema “Here We Are” y Zuny tuvo una carrera en la actuación.
El 5 de diciembre del 2018 el grupo lanzó un nuevo sencillo llamado “The Last Holiday” en invierno e imágenes teaser de las miembros en ambiente navideño.

### 2019-2020: Regresó con “Feedback”, “Set Me Free”, salida de Polaris Entertainment y disolución del grupo.
El 2 de mayo del 2019, Polaris Entertainment reveló una imagen teaser que mostraba el regreso del grupo en ese mismo mes el 16 de mayo. “Feedback” el regreso de Ladies’ Code fue lanzado el 16 de mayo del 2019 también como un álbum sencillo tras 2 años sin actividades grupales. La canción es un sonido de retroceso destinado a ser percibido como
una reinterpretación de las primeras canciones de Ladies' Code de 2013 y 2014, incluyendo "Bad Girl" "Pretty Pretty”.
El 26 de septiembre se reveló un video en todas las cuentas oficiales de Polaris Entertainment titulado “Spoiler LADIES’ CODE COMEBACK” y cuatro días después se reveló que el álbum a lanzarse se llamaría “CODE #3”, continuando con la cronología de sus anteriores miniálbumes que fueron “CODE #1 Bad Girl” y “CODE #2 Pretty Pretty” y así Ladies’ Code volvió con la canción “Set Me Free” y el nombre del álbum fue “CODE #3 Set Me Free”.
El contrato de las miembros de Ladies’ Code finalizó el día 17 de febrero del 2020, y estas decidieron no renovarlo, y por tanto, el grupo se disolvió. Polaris Entertainment mostró el siguiente comunicado: "Estamos agradecidos con las miembros de Ladies' Code y su duro trabajo con la empresa durante estos 7 años".

## Integrantes
| Integrantes            | Integrantes      | Integrantes          | Integrantes          | Integrantes                       | Integrantes                       | Integrantes                                   |                                                     |
| Nombre artístico       | Nombre artístico | Nombre de nacimiento | Nombre de nacimiento | Fecha de nacimiento               | Lugar de nacimiento               | Posición                                      |                                                     |
| Romanizado             | Hangul           | Romanizado           | Hangul               | Fecha de nacimiento               | Lugar de nacimiento               | Posición                                      |                                                     |
| ---------------------- | ---------------- | -------------------- | -------------------- | --------------------------------- | --------------------------------- | --------------------------------------------- | --------------------------------------------------- |
| Ashley                 | 애슐리           | Choi Bit Na          | 최빛나               | 9 de noviembre de 1991 (33 años)  | Incheon                           | Líder, bailarina principal y vocalista líder. |                                                     |
| Sojung                 | 소정             | Lee So Jung          | 이소정               | 3 de septiembre de 1993 (31 años) | Wonju                             | Vocalista principal, face y visual.           |                                                     |
| Zuny                   | 주니             | Kim Joo Mi           | 김주미               | 8 de diciembre de 1994 (30 años)  | Gwangju                           | Rapera principal, vocalista guía y maknae.    |                                                     |
| Integrantes fallecidas |                  |                      |                      |                                   |                                   |                                               |                                                     |
| Nombre artístico       | Nombre artístico | Nombre de nacimiento | Nombre de nacimiento | Fecha de nacimiento               | Fecha de fallecimiento            | Lugar de nacimiento                           | Posición                                            |
| Rise                   | 리세             | Kwon Ri Se           | 권리세               | 16 de agosto de 1991              | 7 de septiembre de 2014 (23 años) | Fukushima                                     | Bailarina líder, vocalista de apoyo, face y visual. |
| EunB                   | 은비             | Go Eun Bi            | 고은비               | 23 de noviembre de 1992           | 3 de septiembre de 2014 (21 años) | Seúl                                          | Rapera principal y vocalista guía.                  |

## Discografía
EP/Miniálbum
- Code 01 Bad Girl (2013)
- Code 02 Pretty Pretty (2013)
- Code 03 Set Me Free (2019)

Álbumes
- So Wonderful (2014)
- Kiss Kiss (2014)
- Myst3ry (2016)
- Strang3r (2016)

Sencillos
- Feedback (2019)